# Tim Frazer – Der Fall Salinger
Tim Frazer – Der Fall Salinger ist ein deutscher Fernsehsechsteiler nach einer Vorlage des britischen Autors Francis Durbridge, das der WDR 1963 produzierte und im Januar 1964 erstmals im Deutschen Fernsehen ausstrahlte.
Es handelt sich um eine Fortsetzung des Fernsehspiels Tim Frazer, das ein Jahr zuvor ausgestrahlt wurde. Regisseur war erneut Hans Quest.
Nachdem die ersten beiden Durbridge-Sechsteiler Der Andere und Es ist soweit bereits erfolgreich gewesen waren, stellte Das Halstuch 1962 alles bisher Dagewesene in den Schatten. Er wurde der größte Straßenfeger des Deutschen Fernsehens und ist inzwischen legendär geworden. Als dann ein Jahr darauf Tim Frazer über die deutschen Bildschirme lief, nahm die Begeisterung beim Fernsehpublikum ähnliche Ausmaße an.

## Handlung
Charles Ross, Leiter eines britischen Geheimdienstes, hat für Tim Frazer eine neue Aufgabe. Es geht um einen Kollegen Leo Salinger, der in Amsterdam kürzlich von Barbara Day tödlich überfahren wurde. Ross glaubt nicht an einen Unfall. Tim Frazer reist daher nach Amsterdam und nimmt Kontakt zu Barbara Day auf, ohne sich als Ermittler vorzustellen. Schon bald begegnen sie dem Amerikaner Martin Cordwell, der später von Tim Frazer in Barbara Days Londoner Wohnung ermordet aufgefunden wird. Neben der Leiche steht ein Metronom, das Cordwell zuvor bei sich trug. Noch während Frazer in Days Wohnung ist, ruft Vivian Gilmore, Geschäftspartnerin von Barbara Day, an. Diese trifft er später im Café „The Dyke“. Dank verschiedener Hinweise führt Frazers Spur schließlich zu Gordon Dempsey, einem dubiosen Geschäftsführer der „Internationalen Tulpenzwiebelimportexportgesellschaft“. Es geht offenbar um Diamanten-Handel und einen Mann namens „Ericson“, der hinter den Verbrechen steht.

## Hintergrund
Regie führte erneut Hans Quest. Es war nach Es ist soweit, Das Halstuch und Tim Frazer seine letzte Regiearbeit bei einem Durbridge-Film.
Ein geplanter dritter Frazer-Teil, basierend auf dem Roman Tim Frazer gets the message (deutscher Titel: Tim Frazer weiß Bescheid), wurde erst 1971, unter dem Titel Das Messer und mit geänderten Rollennamen, ausgestrahlt.
Der im Jahr 1964 gedrehte österreichischer Spielfilm unter dem Titel Tim Frazer jagt den geheimnisvollen Mister X hat bis auf den Namen des Titelhelden, dargestellt von Adrian Hoven, nichts mit dem von Durbridge erfundenen Charakter zu tun. Das Drehbuch stammte von Anton van Casteren und Ernst Hofbauer, der auch die Regie führte.
Nachdem vorherige und diese deutsche Durbridge-Fernsehverfilmungen stets mindestens sechsteilig waren, wurden folgende Fernsehverfilmungen bis Das Messer dreiteilig produziert.